# Żeglarze z Salonik

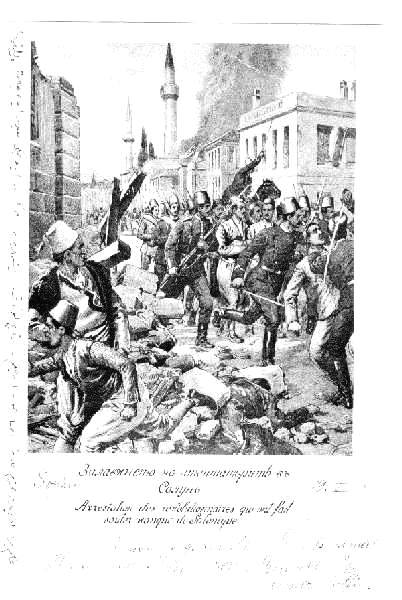
Bułgarska pocztówka przedstawiająca aresztowanie żywych członków Gemidži, kwiecień 1903 r.

Żeglarze z Salonik (bułg. Гемиджиите, Gemidži) lub Zamachowcy z Salonik – bułgarska grupa anarchistyczna działająca w Imperium Osmańskim w latach 1898–1903. Członkowie grupy pochodzili głównie z Wełes, a większość z nich była młodymi absolwentami bułgarskiego liceum męskiego w Salonikach. Grupę radykalizował bułgarski anarchista Slavi Merdzhanov, którego początkowym celem była stolica Konstantynopol, a następnie Edirne, ale po jego egzekucji przez Turków w 1901 grupa skupiła się na działaniu w Salonikach. Od 28 kwietnia do 1 maja 1903 grupa rozpoczęła serię zamachów w Salonikach. Ich celem było zwrócenie uwagi wielkich mocarstw na osmański ucisk w Macedonii i Tracji. Korzenie grupy sięgają 1898. Grupa powstała w Genewie, a prawie wszyscy jej założyciele pochodzili z Bułgarii. Była ona związana z Wewnętrzną Macedońską Organizacją Rewolucyjną (WMRO, ale miała również bliskie powiązania z Najwyższym Komitetem Macedońsko-Edirneskim. Według powojennej macedońskiej historiografii grupa składała się z etnicznych Macedończyków.

## Geneza i etymologia

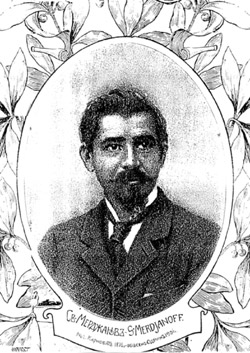
Sławi Merdżanow (1876 – 1901), bułgarski anarchista i założyciel grupy Gemidži

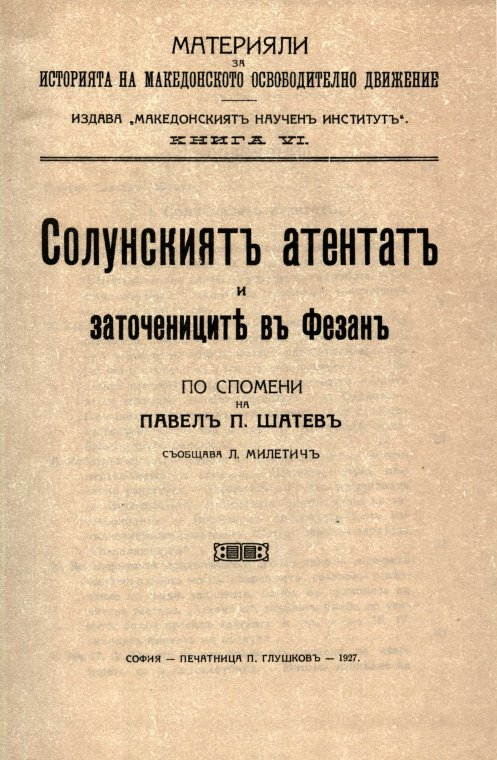
„Zamachy bombowe w Salonikach i wygnańcy w Fezzanie”, oparte na wspomnieniach Pawła Szatewa, opublikowane w 1927 w Sofii przez Macedoński Instytut Naukowy

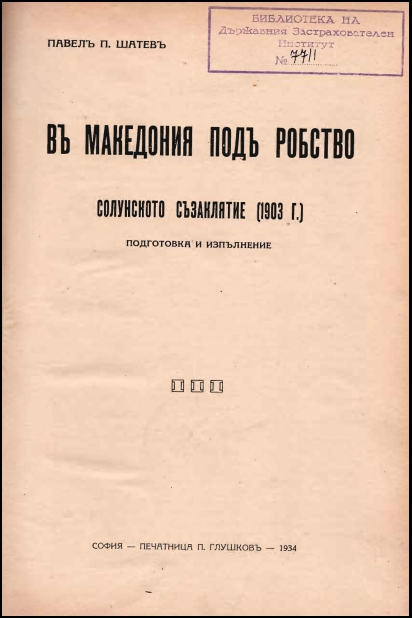
„W Macedonii pod niewolnictwem. Spisek w Salonikach (1903)”, autorstwa Pawła Szatewa, opublikowanym w 1934 Sofii przez rewolucjonistę Petera Glushkova.

Grupa czerpie swoje korzenie z bułgarskiego ruchu anarchistycznego, który wyrósł w latach ’90 XIX wieku, a terytorium Księstwa Bułgarii stało się punktem zwrotnym dla działań anarchistycznych przeciwko Turkom, szczególnie na rzecz ruchów wyzwoleńczych Macedonii i Tracji. Zamachowcy z Salonik byli kontynuatorami grupy założonej w 1895 w Płowdiwie, nazwanej „Macedońskim Tajnym Komitetem Rewolucyjnym”, która została zainicjowana w 1898 w Genewie w anarchistycznym bractwie zwanym „Grupą genewską”. Jego aktywistami byli studenci Michaił Gerdjikow, Piotr Mandżukow i Sławi Merdżanow. Duży wpływ wywarła na nich ideologia anarcho-nacjonalizmu, który pojawił się w Europie po rewolucji francuskiej, cofając się do myśli Michaiła Bakunina i jego zaangażowania w ruch pansłowiański. Anarchiści z tak zwanej „genewskiej grupy studentów” odegrali kluczową rolę w walkach antyosmańskich. Niemal wszyscy członkowie, którzy założyli Komitet w Genewie, byli rodowitymi Bułgarami, a nie Macedończykami. Pomimo pochodzenia, wyznawali macedońską tożsamość, wyemancypowaną z bułgarskiego odrodzenia narodowego.
W 1899 Merdżanow przeniósł się do bułgarskiej szkoły w Salonikach, gdzie pracował jako nauczyciel i przelał swoje idee na niektórych uczniów. W 1900 Petar Mandżukow również zamieszkał w Salonikach, gdzie miał kontakt z Gemidži, na których wpłynął swoimi anarchistycznymi ideami. Pierwsze spotkania grupy odbyły się w 1899 w celu utworzenia rewolucyjnej grupy terrorystycznej, która miała zmienić międzynarodową opinię publiczną w kwestii wolności Macedonii i Tracji poprzez działanie na sumienie społeczne uciśnionych. Grupa znajduje się w opublikowanych pracach pod kilkoma nazwami: „Żeglarze z Salonik”, „Załoga”, lub „Gemidži”, forma tureckiego słowa „żeglarz”. Na początku mieli inną nazwę „Twórcy problemów”, gürültücü. Nazwa „żeglarze” wynikała z „porzucenia codziennego życia i granic prawa i płynięcia łodzią po wolnych i dzikich morzach bezprawia”.

## Działanie i plany ataków w Stambule
Początkowo anarchiści zaczęli planować atak bombowy w Stambule. Latem 1899 pod kierownictwem Sławi Merdżanowa grupa planowała zabójstwo sułtana. Merdwanov, Petar Sokołow i ich przyjaciel, anarchista Petar Mandżukow, zwrócili się do Borysa Sarafowa, przywódcy Najwyższego Komitetu Macedońsko-Edirneskiego i poprosili go o fundusze na działań terrorystyczne na dużą skalę w głównych miastach europejskiej Turcji. Sarafow obiecał zapewnić pieniądze, a cała trójka wyjechała do Stambułu, gdzie po długich dyskusjach postanowiła zamordować sułtana. W grudniu tego samego roku Merdżanow nawiązał kontakt przez sekretarza bułgarskiego egzarchatu Dimitar Lyapowa z lokalnymi ormiańskimi rewolucjonistami. Doszli jednak do wniosku, że nawet przy pomocy Ormian nie było to możliwe. Zdecydowali, że efekt akcji byłby lepszy, gdyby w innych miastach odbywały się równoległe działania. Skonsultowali się więc z Jordanem Popjordanowem, członkiem małej grupy terrorystycznej w Salonikach, który zgodził się wysadzić Bank Osmański w Salonikach. Zaciągnął do pomocy wielu bliskich przyjaciół. Grupa z Salonik była złożona z bardzo młodych mężczyzn, głównie z Wełes, uczniów bułgarskiej szkoły średniej. Grupa terrorystyczna z Salonik nazwała się Gemidži. Plany zaczęli od wysadzenia centralnych biur banku osmańskiego w Salonikach i Stambule. W 1900 Merdżanow ponownie przybył do Stambułu, aby omówić plan z Ormianami, następnie grupa zaczęła pracować, kopiąc tunele do obu banków. 18 września 1900 policja osmańska zatrzymała członka grupy, który niósł materiały wybuchowe, a następnie aresztowano całą grupę, w tym Merdżanow, Sokołowa i Pawła Szatewa. Rdzeń grupy został szybko rozwiązany dla bezpieczeństwa i tylko Pingow został w Salonikach, aby przygotować przyszłe działania. W 1901 więźniowie zostali deportowani do Bułgarii pod naciskiem bułgarskiego rządu.

## Plany działania i ataków w Edirne
Merdżanow i Sokołow udali się do Sofii i zaczęli wymyślać nowe plany, jednym z nich było zatrzymaniu Orient Express na terytorium tureckim w pobliżu Edirne oraz zdobyciu pieniędzy w celu sfinansowania przyszłych działań. Realizując ten plan, udali się w rejon Edirne w lipcu 1901 z grupą składającą się z dziesięciu mężczyzn, wyposażoną przez Pawła Genadiewa, przedstawiciela Najwyższego Komitetu Macedońskiego w Płowdiwie. Grupa umieściła dużą ilość dynamitu pod trakcją kolejowej, ale coś poszło nie tak i pociąg przejechał nieuszkodzony. Dowiedzieli się wtedy, że perski szach przejedzie pociągiem przez Edirne, próbowali go przechwycić go na stacji w Lüleburgaz, ale się nie udało. Stamtąd udali się do Edirne z zamiarem schwytania gubernatora, który był zięciem sułtana, tego również nie udało się zrobić. Po tej porażce porwali syna bogatego miejscowego tureckiego właściciela ziemskiego, ale wkrótce zostali odkryci i otoczeni przez wielkie siły tureckie. W trwającej kilka godzin bitwie większość członków grupy zginęła lub została ciężko ranna. Sokołow był jednym z zabitych, a Merdżanow został schwytany żywcem wraz z Bułgarem z Lozengradu i dwoma Ormianami. Jeńcy zostali zabrani do Edirne, gdzie w listopadzie 1901 wszyscy czterej zostali publicznie powieszeni. Gemidži znów byli gotowi do działania w 1902, ale akcja zdobycia dynamitu w Dedeagach, zorganizowana przez lidera najwyższego komitetu macedońskiego Borysa Sarafowa, zmusiło grupę do porzucenia planowanych ataków na austriacką pocztę w Edirneu i ograniczenia jej działalności. Następnie członkowie grupy udali się do Salonik i kontynuowali planowanie nowych zamachów.

## Zamachy w Salonikach
28 kwietnia 1903 członek grupy Paweł Szatew użył dynamitu, aby wysadzić francuski statek „Guadalquivir”, który opuszczał port w Salonikach. Zamachowiec opuścił statek wraz z innymi pasażerami, ale został później złapany przez turecką policję na stacji kolejowej w Skopje. Tej samej nocy inne grupy: Dimitar Meczew, Ilija Trachkow i Miłan Arsow uderzyły w linię kolejową między Salonikami a Stambułem, powodując uszkodzenia lokomotywy i niektórych wagonów przejeżdżającego pociągu, nie raniąc pasażerów.
Następnego dnia sygnał do rozpoczęcia wielkiego nalotu w Salonikach przekazał Kostadin Kirkow, który użył materiałów wybuchowych do odcięcia sieci elektrycznej i wodociągowej miasta. Jordan Popjordanow (Orceto) wysadził budynek biura Banku Osmańskiego, pod którym „Gemidži” wcześniej wykopali tunel. Milan Arsow wrzucił bombę do kawiarni „Alhambra”. Tej samej nocy Kostadin Kirkow, Ilija Bogdanow i Władimir Pingow zdetonowali bomby w różnych częściach miasta. Dimitarowi Meczew i Ilija Truchkowi nie udało się wysadzić zbiornika zakładu produkującego gaz. Później zostali zabici w swoich kwaterach podczas strzelaniny z siłami armii i żandarmerii, przeciwko którym Meczew i Truchkow użyli ponad 60 bomb.
Jordan Popjordanow został zabity 30 kwietnia. W maju Kostadin Kirkow zginął podczas próby wysadzenia urzędu pocztowego. Tuż przed złapaniem Cwetko Traikow, którego misją było zabicie lokalnego gubernatora, popełnił samobójstwo, podpalając bombę, a następnie siadając na niej.

## Powiązane ataki w Burgasie i Kuleliburgaz
Kontynuacją zamachów w Salonikach było wysadzenie pociągu pasażerskiego w pobliżu stacji kolejowej Kuleliburgaz pod dowództwem Michaiła Gerdżikowa oraz seria bombardowań statku pasażerskiego „Vaskapu” w zatoce Burgas prowadzonej przez Antona Prudkina, obie organizowane przez anarchistów związanych z Wewnętrzną Macedońsko-Edirneską Organizacjią Rewolucyjną (WMOR). Wysadzono również codzienny ekspres z Budapesztu do Stambułu w pobliżu Kuleliburgaz 28 sierpnia. Wybuch miał zniszczyć most i przerwać komunikację między Edirneem a Salonikami. W wyniku wybuchu siedem osób zginęło, a piętnaście zostało rannych uszkodzone zostały również dwa samochody. Drugi akt terrorystyczny miał miejsce na pokładzie austriacko-węgierskiego parowca rzecznego i morskiego „Vaskapu” miał miejsce 2 września. Detonacja statku nastąpiła, gdy ruch pasażerski statkami między Dunajem a portami Morza Czarnego był zatrzymany aż do Stambułu. Wybuch zabił kapitana, dwóch oficerów, sześciu członków załogi i 15 pasażerów oraz podpalił statek. Napastnicy – Iwan Stojanow i Stefan Dimitrow, obaj bliscy krewni Zahari Stojanowa, również zginęli w wyniku eksplozji. Planowano również zaatakować port w Stambule, w którym 9 września wybuchły cztery statki: oprócz „Vaskapu” były to austro-węgierskie „Apollo”, niemieckie „Tenedos” i francuski „Felix Fressinet”. Z powodu przedwczesnej eksplozji „Vaskapu” plan się nie powiódł.

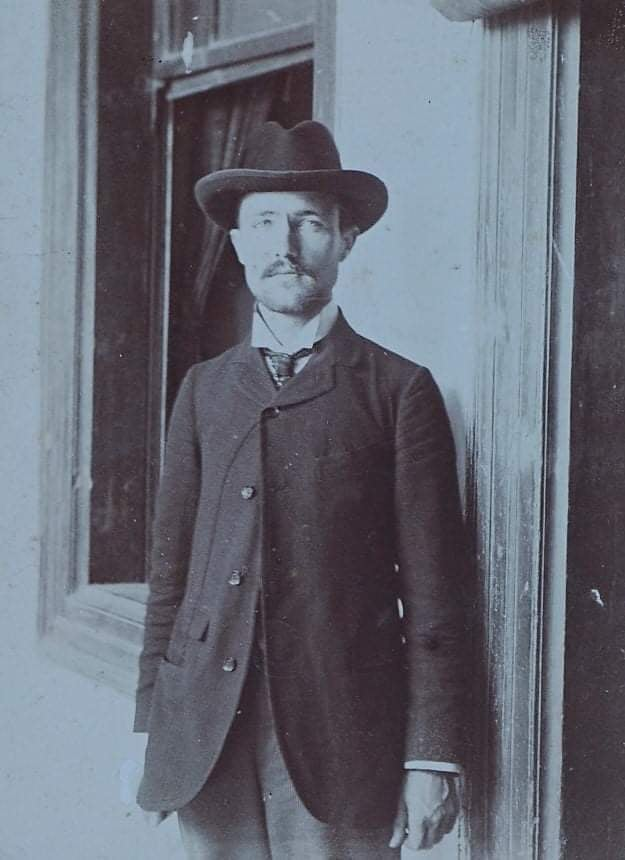
Paweł Szatew, jedyny ocalały z grupy, został uwięziony w komunistycznej Jugosławii i zmarł w areszcie domowym.

## Spuścizna
Po atakach w mieście ogłoszono stan wojenny. W odpowiedzi armia turecka i Baszybuzucy zamordowali wielu niewinnych obywateli bułgarskich w Salonikach, aby oczyścić prowincję z bułgarskiego „zagrożenia”, a następnie w Bitoli. Paweł Szatew, Marko Bosznakow, Georgi Bogdanow i Milan Arsow zostali aresztowani i skazani przez sąd wojenny na kolonię karną w Fezzanie. Więziono także członków Komitetu Centralnego WMOR, w tym Iwana Garwanowa, D. Mirczewa i J. Kondowa.
W Libii Bosznakow zmarł na malarię 14 lutego 1908, natomiast Arsow z wyczerpania 8 czerwca tego samego roku. Po 30 lipca 1908, ze względu na zwycięstwo ruchu Młodych Turków, osmańska amnestia została nadana dwóm pozostałym „Żeglarzom”. Odcięli głowy swoim zmarłym towarzyszom i przybyli wraz z nimi do Salonik 18 października, gdzie przekazali głowy rodzinom zmarłych.

## Członkowie
Członkami żeglarzy byli:

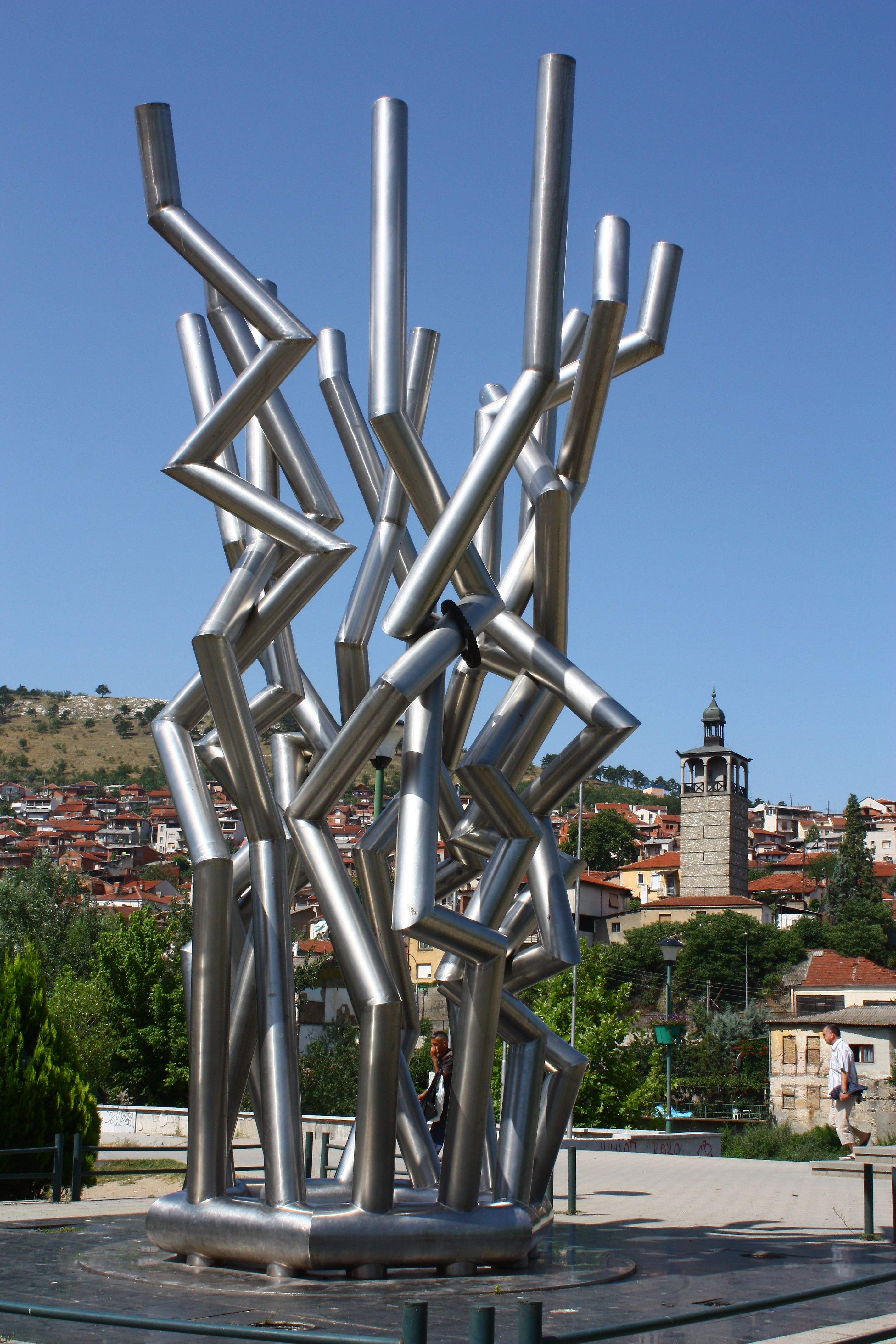
Abstrakcjonistyczny zabytek reprezentuje Gemidži, w centrum Wełes, Macedonia

- Jordan Popjordanow, zwany Ortzeto, urodził się w 1881 w Wełes, uważany za przywódcę grupy. Pochodził z mieszczańskiej rodziny i poznał się z innymi radykalnymi rewolucjonistami po wstąpieniu do szkoły bułgarskiej Salonika w 1894. Uważa się, że jest on głównym planistą „Żeglarzy”. Został zabity podczas bombardowań, jest jedynym „żeglarzem”, którego zdjęcia się nie zachowały.
- Kostadin Kirkow, urodzony w 1882 w Wełes, od wczesnych lat związany był z Ortzeto. Do szkoły bułgarskiej dostali się w tym samym wieku. Był znany ze swojej wspaniałej pamięci i sarkastycznego humoru.
- Milan Arsow, urodzony w 1886 w Oraowec koło Wełes, był najmłodszym zespołem i był w czwartej klasie szkoły średniej, kiedy dokonano ataków. Zmarł na wygnaniu.
- Dimitar Meczew, urodzony w 1870 w Wełes, próbował zabić toporem człowieka z miejscowego zarządu w 1898, kiedy mu się nie udało, wyjechał w góry, by dołączyć do uzbrojonych grup partyzanckich. Zmarł podczas wydarzeń.
- Georgi Bogdanow, urodzony w 1882 w Wełes, pochodzi z zamożnej rodziny. W 1901 ojciec wysłał go do Salonik do pracy w biurze nieruchomości. W ramach Gemidži wrzucił bombę do restauracji „Noja”. Bogdanov został aresztowany i zesłany na wygnanie w Libii. Po rewolucji młodotureckiej został ułaskawiony. Bogdanov zmarł 12 czerwca 1939 w Sofii.
- Ilija Trachkow, ur. 1885 Wełes pracował w Salonikach jako szewc. Zmarł podczas zamachów.
- Wladimir Pingow, urodzony w 1885 w Wełes, zawsze podejmował najbardziej niebezpieczne misje. Był pierwszym członkiem z grupy, który zmarł.
- Marko Bosznakow, urodzony w 1878 w Ochrydzie, mówi się, że był oficerem armii bułgarskiej i to on opracował plany budowy tunelu pod bankiem. Był jedynym, który nie brał udziału w zamachach. Został złapany 14 dni po zamachu bombowym, zesłany do Libii w 1908. Zmarł w tym samym roku w Fezanie.
- Tswetko Trajkow, urodzony w 1878, pochodził z Resen i mieszkał kilka lat w Salonikach. Był aktywnym członkiem społeczności bułgarskiej i ostatnim członkiem zespołu zabitym podczas zamachów.
- Paweł Szatew, urodzony w Kratowie w 1882. Jego ojciec był kupcem. Dostał się do szkoły bułgarskiej w 1896. W latach 1910–1913 wrócił do Salonik i pracował jako nauczyciel w bułgarskim kolegium handlowym. Zmarł w areszcie domowym w Bitoli w 1951.

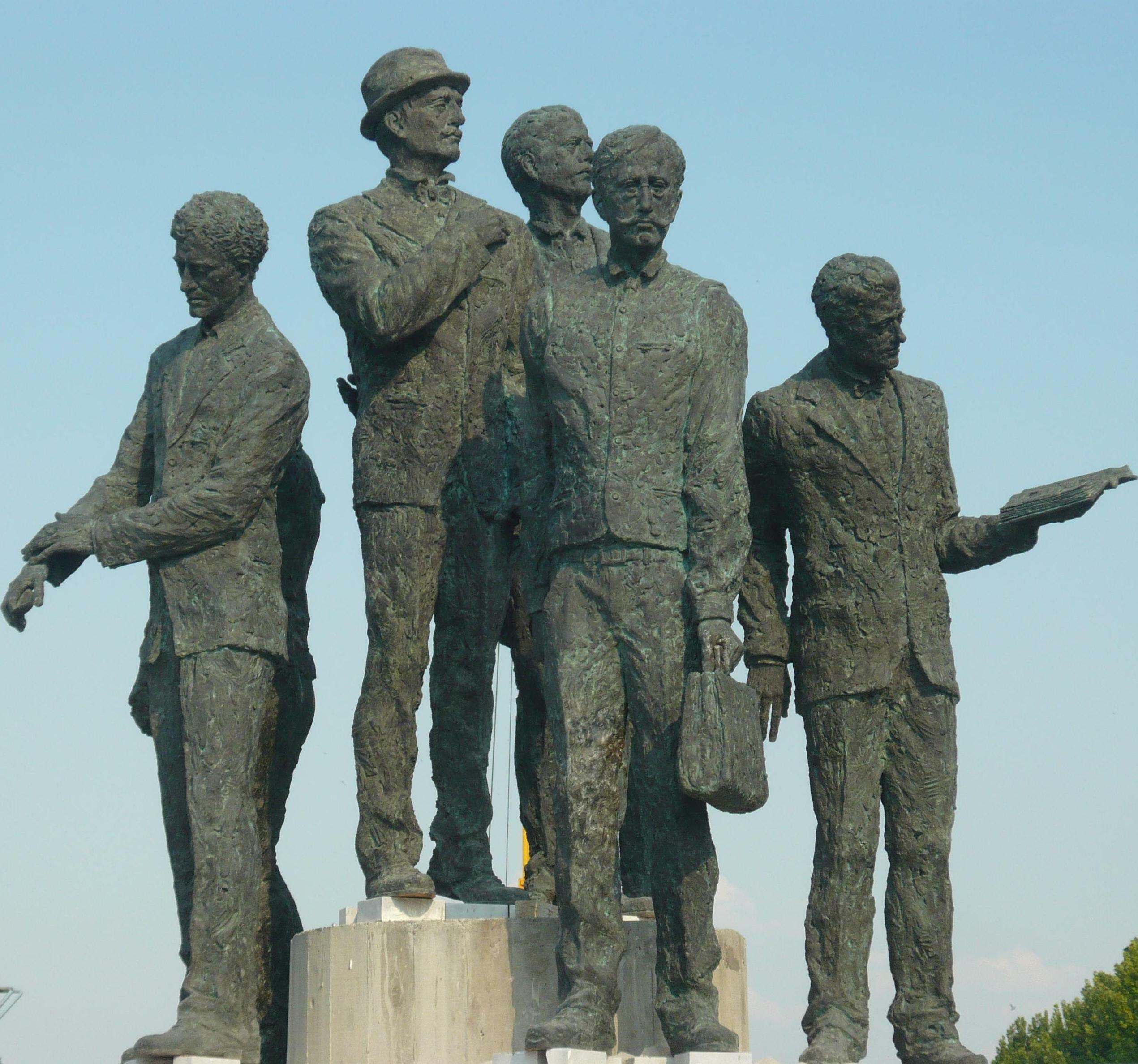
Pomnik ku czci Gemidži, w centrum Skopje, w Macedonii Północnej

## Współczesne odniesienia
Pomimo bułgarskiego pochodzenia członków oraz faktu, że jedyny ocalały z grupy – Pavel Shatev, został uwięziony w SR Macedonii za swoje bułgarskie i antyjugosłowiańskie sympatie wszyscy członkowie grupy są dziś uważani za część narodowego panteonu Macedonii Północnej. Historycy z Bułgarii podkreślają niewątpliwą bułgarską tożsamość etniczną anarchistów, ale mają tendencję do lekceważenia dążeń do autonomii politycznej, które były częścią ideologii grupy. Historia grupy została opisana w powieści „Robi” (niewolnicy) z 1930 autorstwa bułgarskiego pisarza Antona Strashimirova, który był byłym członkiem IMARO. W 1961 nakręcony został jugosłowiański film Terroryści z Salonik, koncentrujący się na walce o niezależną Macedonię. W 1983 pisarz Georgi Danailow stworzył sztukę „Konspiratorzy z Salonik”, popularną do dziś w teatrach w Bułgarii. Gmina Wełes zbudowała pomnik grupy. W ramach projektu Skopje 2014 wzniesiono także pomnik w centrum Skopje w Macedonii Północnej na cześć Гемиџии.